# HMS Lady Nelson (1798)
His Majesty's Armed Survey Vessel Lady Nelson foi comissionada em 1799 para pesquisar a costa da Austrália. Na época, grande parte da costa australiana não estava mapeada e a Grã-Bretanha havia reivindicado apenas parte do continente. O governo britânico estava preocupado com o fato de que, no caso de colonos de outra potência européia se estabelecerem na Austrália, qualquer conflito futuro na Europa levaria a um alargamento do conflito no hemisfério sul em detrimento do comércio que a Grã-Bretanha procurava desenvolver. Foi nesse contexto que Lady Nelson foi escolhida para pesquisar e estabelecer soberania sobre partes estratégicas do continente.
Lady Nelson deixou Portsmouth em 18 de março de 1800 e chegou a Sydney em 16 de dezembro de 1800, depois de ter sido o primeiro navio a chegar à costa leste da Austrália via Estreito de Bass. Antes dessa data, todos os navios haviam navegado pelo extremo sul da Tasmânia para chegar ao seu destino.
O trabalho de pesquisa da embarcação começou logo após sua chegada a Sydney, inicialmente na área de Estreito de Bass. Ela esteve envolvida na descoberta de Port Phillip , na costa de Victoria, no estabelecimento de assentamentos no rio Derwent e em Port Dalrymple, na Tasmânia, em Newcastle e Port Macquarie, em New South Wales, e na ilha de Melville, na costa norte do país.